# National Council of Churches
Der National Council of the Churches of Christ in the United States of America (abgekürzt: NCC; deutsch: Nationaler Rat der Kirchen Christi in den USA) ist ein Zusammenschluss von 37 protestantischen, orthodoxen und anderen christlichen Konfessionen. Diese sind weitgehend mit der ökumenischen Bewegung innerhalb der Christenheit verbunden und treffen sich jährlich in einer Hauptversammlung sowie mehreren kleineren Treffen eines Exekutivkomitees. In der NCC sind über 100.000 Kirchgemeinden und 45 Millionen Menschen organisiert.
Der Kirchenrat ist Herausgeber zweier Bibelübersetzungen (Revised Standard Version, New Revised Standard Version) und eines regelmäßigen Jahrbuchs der Amerikanischen und Kanadischen Kirchen; er engagiert sich in Friedensfragen und in Fragen sozialer Gerechtigkeit, weswegen er von einigen eher konservativen christlichen Denominationen als links eingestuft wird.
Der NCC wurde 1950 gegründet, seine Vorgänger-Organisation, der Bundeskirchenrat (Federal Council of Churches), im Jahre 1908. Der Kirchenrat hat seinen Sitz in Washington, D.C. Leiter ist Jim Winkler, General Secretary and President.
Nach dem Sturm auf das Kapitol am 6. Januar 2021 forderte der Rat Donald Trump zum Rücktritt auf.

## Mitgliederliste
- African Methodist Episcopal Church
- African Methodist Episcopal Zion Church
- Alliance of Baptists
- American Baptist Churches USA
- Apostolic Catholic Church
- Diocese of the Armenian Church of America
- Christian Church (Disciples of Christ)
- Christian Methodist Episcopal Church
- Church of the Brethren
- Community of Christ
- The Coptic Orthodox Church in North America
- The Episcopal Church in the USA
- Evangelical Lutheran Church in America
- Friends United Meeting
- Greek Orthodox Archdiocese of America
- Hungarian Reformed Church in America
- International Council of Community Churches
- Corean Presbyterian Church Abroad
- Malankara Orthodox-Syrische Kirche
- Mar-Thoma-Kirche
- Moravian Church in America
- National Baptist Convention of America
- National Baptist Convention
- National Missionary Baptist Convention of America
- Orthodoxe Kirche in Amerika
- Patriarchal-Pfarreien der Russisch-Orthodoxen Kirche in den USA
- Philadelphia Yearly Meeting of the Religious Society of Friends
- Polish National Catholic Church
- Presbyterian Church (USA)
- Progressive National Baptist Convention
- Reformierte Kirche in America
- Serbisch-Orthodoxe Kirche in den USA und Kanada
- The Swedenborgian Church
- Syrisch-Orthodoxe Kirche von Antiochien
- Ukrainisch-Orthodoxe Kirche von Amerika
- United Church of Christ
- The United Methodist Church